# Volby do Knesetu 1965
Volby do 6. Knesetu se v Izraeli konaly 1. listopadu 1965. Volební účast byla 80,4 % a volby vyhrála strana Ma'arach Leviho Eškola.

## Pozadí
Před volbami došlo ke vzniku dvou velkých aliancí; Mapaj a Achdut ha-Avoda se spojily, aby vytvořily uskupení Ma'arach, zatímco Cherut a Liberální strana vytvořili ke konci funkčního období minulého Knesetu alianci Gachal. Jak Mapaj, tak Liberální stranu však před vytvořením těchto aliancí oslabilo štěpení stran, kdy vznikly odštěpenecké frakce, a to strana Rafi Davida Ben Guriona a Nezávislí liberálové (druhá zmíněná byla převážně tvořena bývalými členy Progresivní strany).
Štěpení během roku 1965 potkalo i komunistickou stranu Maki, když většina jejích arabských poslanců a někteří židovští poslanci vystoupili ze strany a založili novou stranu Rakach.

## Výsledky
| strana                       | hlasů     | % hlasů | křesel na začátku funkčního období | křesel na konci funkčního období |
| ---------------------------- | --------- | ------- | ---------------------------------- | -------------------------------- |
| Ma'arach                     | 443 379   | 36,7    | 45                                 | 63                               |
| Gachal                       | 256 957   | 21,3    | 26                                 | 22                               |
| Národní náboženská strana    | 107 966   | 8,9     | 11                                 | 11                               |
| Rafi                         | 95 328    | 7,9     | 10                                 | 0                                |
| Mapam                        | 79 985    | 6,6     | 8                                  | 0                                |
| Nezávislí liberálové         | 45 299    | 3,8     | 5                                  | 4                                |
| Agudat Jisra'el              | 39 795    | 3,3     | 4                                  | 4                                |
| Rakach                       | 27 413    | 2,3     | 3                                  | 3                                |
| Pokrok a rozvoj              | 23 430    | 1,9     | 2                                  | 1                                |
| Po'alej Agudat Jisra'el      | 22 066    | 1,8     | 2                                  | 2                                |
| Šituf ve-achva               | 16 464    | 1,3     | 2                                  | 1                                |
| ha-Olam ha-Ze – Koach Chadaš | 14 124    | 1,2     | 1                                  | 1                                |
| Maki                         | 13 617    | 1,1     | 1                                  | 1                                |
|                              |           |         |                                    |                                  |
| Hnutí za bratrství           | 11 244    | 0,9     | 0                                  | 0                                |
| Kandidátka míru              | 5 536     | 0,5     | 0                                  | 0                                |
| Nes                          | 2 135     | 0,2     | 0                                  | 0                                |
| Mladý Izrael                 | 1 990     | 0,2     | 0                                  | 0                                |
| Celkem                       | 1 206 728 | 100     | 120                                | 120                              |
|                              |           |         |                                    |                                  |
| Svobodný střed               | -         | -       | 0                                  | 4                                |
| Drúzská strana               | -         | -       | 0                                  | 1                                |
| Židovsko-arabské bratrství   | -         | -       | 0                                  | 1                                |
| David Ben Gurion             | -         | -       | 0                                  | 1                                |
| Spolupráce a rozvoj ³        | -         | -       | 0                                  | 0                                |

## Šestý Kneset
Na počátku šestého Knesetu získala 12. ledna 1966 důvěru vláda Levi Eškola ze strany Ma'arach. Jeho koaliční vláda zahrnovala Národní náboženskou stranu, Mapam, Nezávislé liberály, Po'alej Agudat Jisra'el, Pokrok a rozvoj a Spolupráci a bratrství, a celkem měla 18 ministrů. Funkci předsedy Knesetu si i během funkčního období tohoto Knesetu udržel poslanec Kadiš Luz z vládnoucí strany Ma'arach. Koncem srpna 1966 došlo k otevření nové budovy parlamentu v jeruzalémské čtvrti Givat Ram. Premiér Eškol rozšířil před šestidenní válkou v červnu 1967 svou vládu o strany Gachal a Rafi a vytvořil tak vládu národní jednoty o 21 ministrech. Tato vláda skončila Eškolovou smrtí 26. února 1969.
Novou ministerskou předsedkyní se stala Golda Meirová, která vytvořila v pořadí 14. vládu dne 17. března 1969. Opět se jednalo o vládu národní jednoty, která zahrnovala strany Gachal, Národní náboženskou stranu, Nezávislé liberály, Pokrok a rozvoj a Spolupráci a bratrství.
Funkční období šestého Knesetu je významné tím, že je jediné v historii Izraele, ve kterém měla jediná strana nadpoloviční většinu všech poslaneckých mandátů. Koncem funkčního období totiž měla Ma'arach díky sloučení s Mapam a Rafi celkem 63 poslaneckých mandátů (53 % všech mandátů). Ačkoliv se straně v následujících volbách v roce 1969 podařilo výsledku přiblížit (získala 56 mandátů, což je i tak nejlepší volební výsledek), nadpolovičního počtu mandátů již nikdy žádná strana nedosáhla.